# Frank Schmidt (Politiker, 1980)
Frank Schmidt (* 1980) ist ein deutscher Politiker (SPD). Seit 2022 ist er Abgeordneter im Landtag des Saarlandes.

## Leben
Frank Schmidt studierte Rechtswissenschaften an der Universität Saarbrücken mit Schwerpunkt Arbeitsrecht. Er war anschließend als Rechtssekretär bei der Gewerkschaft ver.di tätig. Ehrenamtlich wirkte er als Richter sowohl am Landesarbeitsgericht als auch am Landessozialgericht des Saarlands.

## Politik
Frank Schmidt ist seit 2017 Ortsvereinsvorsitzender der SPD in Riegelsberg. Dem dortigen Gemeinderat gehört er seit 2014 an, seit 2015 als Fraktionsvorsitzender seiner Partei.
Bei der Landtagswahl im Saarland 2022 erhielt er im Wahlkreis Saarbrücken ein Abgeordnetenmandat im Landtag des Saarlandes.